# Idade d'Ouro do Brazil
O Idade d'Ouro do Brazil foi um periódico publicado em Salvador, na Bahia, no início do século XIX.

## História
Foi o primeiro jornal a ser impresso na então Província da Bahia, na tipografia fundada e dirigida por Manuel Antônio da Silva Serva. Com quatro páginas, circulou às terças e sextas-feiras, no período de 14 de maio de 1811 a 24 de junho de 1823.
Publicado sob a proteção do conde dos Arcos, tinha como redatores Diogo Soares da Silva de Bivar e o padre Ignacio José de Macedo. A sua linha editorial defendia a manutenção do Brasil como Reino Unido a Portugal e Algarves (1815-22) sendo contrário à independência e aos ideais republicanos. Para uma síntese biográfica do Padre Ignacio José de Macedo, existe ao artigo do professor Pablo Antonio Iglesias Magalhães, publicado na Revista do Instituto Geográfico e Histórico da Bahia.
Com a derrota e expulsão das forças portuguesas sob o comando do brigadeiro Inácio Luís Madeira de Melo em 2 de julho de 1823, o jornal deixou de circular. A indignação dos separatistas brasileiros contra o periódico era de tal monta que o livreiro Paul Martin, seu agente no Rio de Janeiro, desistiu de vendê-lo, restituindo aos clientes o valor das assinaturas recebidas.